# Louis Adrien Brice de Montigny
Pour les articles homonymes, voir Montigny.
Louis Adrien Brice de Montigny, né le 9 décembre 1731 à Kitzingen (électorat de Bavière) et mort le 6 mai 1811 à Strasbourg (Bas-Rhin), est un général français de la Révolution et de l’Empire.
Soldat pendant la guerre de Sept Ans (1756-1763), il devient officier d'infanterie en 1767 et atteint le grade de capitaine en 1778. Sous la Révolution, il est promu lieutenant-colonel à l'époque de l'Assemblée nationale législative, puis colonel et général de brigade sous la Convention girondine. Suspendu par la Convention montagnarde au début de la Terreur, il connaît à partir de 1795 une succession de périodes d'activités et de retraite. Il est notamment gouverneur des Invalides en 1796-1797 et est alors promu général de division. Il prend une retraite définitive en août 1805, au début du Premier Empire, mais est fait baron d'Empire par Napoléon en 1808.

## Biographie

### Carrière sous l'Ancien Régime (avant juillet 1789)
Il entre en service le 15 septembre 1757 comme simple soldat dans le régiment Royal-Suédois et fait les campagnes en Allemagne de 1757 à 1763, au cours de la guerre de Sept Ans. Nommé trésorier le 1er mars 1763, il est réformé en 1764.
De retour au service, il est promu quartier-maitre le 22 septembre 1764, lieutenant le 5 octobre 1767, sous-aide-major le 22 décembre 1769, lieutenant en premier en 1776, et capitaine en second le 28 avril 1778. De 1781 à 1783, il participe aux campagnes d’Espagne[réf. nécessaire]. 
Il est fait chevalier de Saint-Louis 14 mai 1786.

### Carrière sous la Révolution (1789-1799)
Le 23 novembre 1791, il est promu lieutenant-colonel. 
Après l'entrée en guerre de la France contre l'Autriche (20 avril 1792), il sert dans l’armée du Rhin du 21 avril 1792 au 20 septembre 1793. Il est promu colonel le 26 octobre 1792, commandant le 1er régiment d’infanterie de ligne, et devient général de brigade le 8 mars 1793. 
Le 20 septembre 1793, il est suspendu de ses fonctions, mais ne subit aucune autre sanction. 
Il est autorisé à prendre sa retraite le 27 septembre 1794.
À la suite de la chute de Robespierre (27 juillet 1794/9 thermidor an II) et de la fin de la Terreur, il est réintégré le 7 juin 1795 par la Convention thermidorienne et affecté à l’armée du Nord le 13 juin. Il rejoint ensuite l’armée des côtes de Cherbourg, puis Château-Thierry[pas clair]. 
Le 15 avril 1796, il reçoit le commandement de la maison nationale des Invalides et est promu général de division le 10 juillet 1796. Il est de nouveau réformé le 7 septembre 1797.

### Carrière sous le Consulat et l'Empire
Après le coup d'État du 18 Brumaire an VIII (9 novembre 1799), il reprend du service le 6 décembre 1799 comme commandant de la 6e division militaire à Besançon, jusqu'au 13 janvier 1801. Il est admis à la retraite le 8 février 1802. 
Le 24 février il rentre en activité comme commandant d’armes à Strasbourg. Il est fait chevalier de la Légion d’honneur le 11 décembre 1803, commandeur le 14 juin 1804. Il est réadmis à la retraite le 30 août 1805.
Il est fait baron de l’Empire le 19 mars 1808 après avoir été fait chevalier de l'ordre militaire de Maximilien-Joseph de Bavière le 29 février 1808.

### Mort et funérailles
Il meurt le 6 mai 1811 à Strasbourg.

## Armoiries
| Figure | Nom du baron et blasonnement |
| ------ | --- |
|        | Armes du baron Louis Adrien Brice de Montigny et de l'Empire, décret du 3 décembre 1807, lettres patentes du 19 mars 1808, commandeur de la Légion d'honneur Coupé de gueules et d'azur : le premier parti à dextre d'une montagne d'argent sommée d'une flamme d'or; à sénestre des barons tirés de l'armée ; le deuxième au chevron d'or alaisé, accompagné de trois trèfles d'argent - Livrées : les couleurs de l'écu. |